# NGC 1531
NGC 1531 (również PGC 14635) – galaktyka eliptyczna (E-S0), znajdująca się w gwiazdozbiorze Erydanu w odległości 50 milionów lat świetlnych. Została odkryta 19 października 1835 roku przez Johna Herschela. Galaktyka ta jest pochłaniana przez sąsiednią większą galaktykę NGC 1532.